# Thomas J. Sands
Thomas Jahn Sands (* 2. August 1907 in Dayton, Montgomery County, Ohio; † 5. November 1984 in Cornwall-on-Hudson, Orange County, New York) war ein Generalmajor der United States Army. Er war unter anderem Kommandeur der 7. Infanteriedivision.
In den Jahren 1925 bis 1929 durchlief Thomas Sands die United States Military Academy in West Point. Nach seiner Graduation wurde er als Leutnant der Feldartillerie zugeteilt. In der Armee durchlief er anschließend alle Offiziersränge vom Leutnant bis zum Zwei-Sterne-General.
In seinen jüngeren Jahren absolvierte er den für Offiziere in den niederen Rangstufen üblichen Dienst in verschiedenen Einheiten und Standorten. In den 1920er und 1930er Jahren war er auch ein erfolgreicher Fechter. Er war Mitglied der amerikanischen Nationalmannschaft und unter anderem Teilnehmer an den Fechtwettkämpfen der Olympischen Sommerspiele 1936 in Berlin. Im Jahr 1978 wurde er in die Hall of Fame der amerikanischen Fechter aufgenommen.
Während des Zweiten Weltkriegs war er hauptsächlich als Stabsoffizier im Kriegsministerium tätig. In den Jahren 1944 und 1945 gehörte er der Stabsabteilung G2 für Nachrichtendienste der 12th Army Group an, die von Frankreich aus nach Deutschland vordrang. Für seine Leistungen bei diesem Truppenverband wurde er mit dem Orden Legion of Merit ausgezeichnet.
Nach dem Ende des Krieges setzte er seine Offizierslaufbahn fort, wobei er vor allem wieder Generalstabsaufgaben wahrnahm. Im Jahr 1952 erreichte er den Rang eines Generalmajors. Gleichzeitig wurde er zum Stabschef der Alliierten Landstreitkräfte in Europa ernannt, die der NATO unterstanden. Diesen Posten bekleidete er bis zum Jahr 1955. Es folgte eine Versetzung nach Südkorea zur 8. Armee, wo er als deren Stabschef amtierte.
Zwischen September 1957 und April 1958 hatte Thomas Sands das Kommando über die 7. Infanteriedivision, die ebenfalls in Südkorea stationiert war und die  Demilitarisierte Zone kontrollierte. Danach wurde er stellvertretender Leiter des Armed Forces Staff College. Daran schloss sich eine erneute Versetzung nach Europa an, wo er in den frühen 1960er Jahren Stabsoffizier beim Supreme Headquarters Allied Powers war. Danach leitete er die militärische Revisionsbehörde Army Audit Agency. Im Jahr 1966 ging er in den Ruhestand.
Er starb am 5. November 1984 und wurde auf dem Friedhof der Militärakademie West Point beigesetzt.

## Orden und Auszeichnungen
Thomas Sands erhielt im Lauf seiner militärischen Laufbahn unter anderem die  Orden Army Distinguished Service Medal und  Legion of Merit.